# Bistum Amiens
Das Bistum Amiens (lateinisch Dioecesis Ambianensis, französisch Diocèse d’Amiens) ist eine in Frankreich gelegene römisch-katholische Diözese mit Sitz in Amiens. Ihr heutiges Gebiet entspricht dem Département Somme.

## Geschichte
Das Bistum Amiens wurde im 3. Jahrhundert errichtet und dem Erzbistum Reims als Suffraganbistum unterstellt. Am 29. November 1801 wurden dem Bistum Amiens Teile des Gebietes des Bistums Beauvais angegliedert. Das Bistum Amiens gab am 6. Oktober 1822 Teile seines Territoriums zur Gründung des Bistums Beauvais ab.

## Weblinks

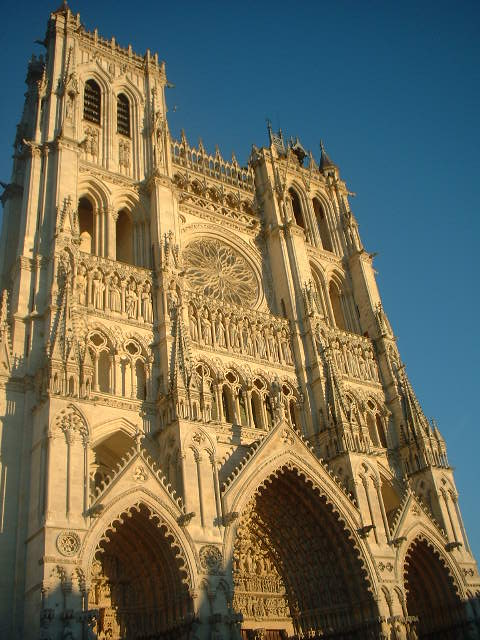
Kathedrale Notre-Dame in Amiens